# 1. B HVL 2011.
1. B ligu, drugi rang hrvatskog vaterpolo prvenstva za 2011. godinu je osvojio klub Galeb Makarska Rivijera.

## Ljestvica
```
poz.       klub                     ut.        pob.    neod.   por.      golovi        gr      bod.
1. 	Galeb MR (Makarska)	     14 	13 	0 	1 	225 - 131 	94 	39
2.	Opatija	                     14 	11 	1 	2 	161 - 111 	50 	34
3. 	Zadar 1952	             14 	10 	0 	4 	153 - 115 	38 	30
4. 	Biograd (Biograd na Moru)    14 	9 	0 	5 	167 - 149 	18 	27
5. 	Delfin (Rovinj)	             14 	5 	1 	8 	144 - 180 	-36 	16
6. 	Siscia	(Sisak)              14 	4 	0 	10 	147 - 174 	-27 	12
7. 	Zagreb	                     14 	2 	0 	12 	125 - 158 	-33 	6
8. 	Kruna Osijek	             14 	1 	0 	13 	111 - 215 	-104 	3
```

## Poveznice
- Prvenstvo Hrvatske u vaterpolu 2010./11.
- 2. HVL 2011.
- 3. HVL 2011.